# Рязанский Шлюз
Рязанский Шлюз — местечко в Самойловском сельском поселении Бокситогорского района Ленинградской области.

## История
В конце XIX — начале XX века Рязанский Шлюз административно относился к Деревской волости 5-го земского участка 3-го стана Тихвинского уезда Новгородской губернии.

РЯЗАНСКИЙ ШЛЮЗ — казарма Министерства путей сообщения, число дворов — 3, число домов — 5, число жителей: 25 м. п., 14 ж. п.; Занятия жителей: государственные служащие. Река Тихвинка. Школа, смежна с деревней Слизихой. (1910 год)

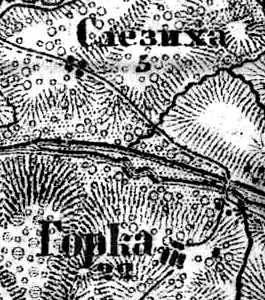
Земли местечка Рязанский Шлюз. 1917 года

По данным 1933 и 1966 годов населённый пункт Рязанский Шлюз в составе Ефимовского и Бокситогорского районов не значился.
По данным 1973 года местечко Рязанский Шлюз входило в состав Окуловского сельсовета Бокситогорского района.
По данным 1990 года местечко Рязанский Шлюз входило в состав Самойловского сельсовета.
В 1997 году в местечке Рязанский Шлюз Самойловской волости проживали 4 человека, в 2002 году — также 4 (все русские).
В 2007 году в местечке Рязанский Шлюз Самойловского СП проживали 3 человека, в 2010 году — также 3.

## География
Местечко расположено в северо-западной части района на автодороге Слизиха — Михалёво.
Расстояние до административного центра поселения — 26 км.
Местечко находится по обоим берегам реки Тихвинки.

## Демография
| 1997 | 2002 | 2007 | 2010 | 2017 |
| ---- | ---- | ---- | ---- | ---- |
| 4    | →4   | ↘3   | →3   | ↘0   |